# Assembleia Legislativa de Manitoba

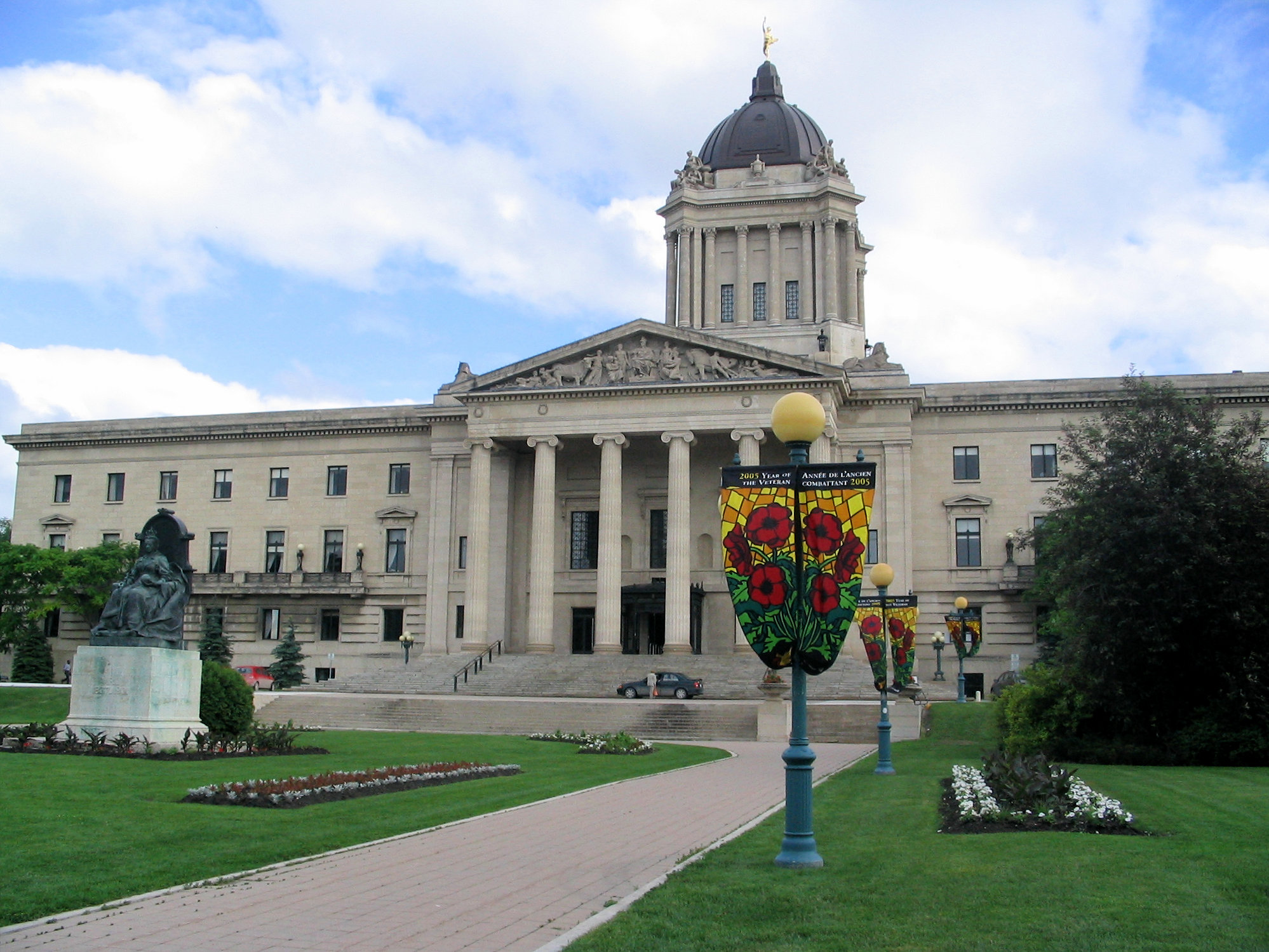

A Assembleia Legislativa de Manitoba (em inglês: Legislative Assembly of Manitoba) e o vice-governador formam o Legislativo da província de Manitoba, no Canadá. Cinquenta e sete membros são eleitos para esta Assembleia através de eleições gerais na província.
O atual presidente da Assembleia Legislativa de Manitoba é George Hickes do Novo Partido Democrático de Manitoba.